# 込山雅弘
込山 雅弘（こみやま まさひろ、1952年5月11日 - ）は、日本の実業家。神奈川県出身。株式会社JALUX代表取締役社長。

## 人物
神奈川県出身。栄光学園中学校・高等学校卒業。1975年、上智大学外国語学部卒業後、同年4月、日商岩井株式会社（現・双日株式会社）に入社。同社鉄鉱石部長、石炭部長、執行役員、常務執行役員米州総支配人兼双日米国会社社長兼双日カナダ会社社長等を歴任。
2016年、株式会社JALUX代表取締役社長に就任。
最も尊敬する人物は、栄光学園創設者のドイツ人神父グスタフ・フォスである。人生の師でもあり、「人はどうあるべきか」、「人生とは何か」等、多くのことを学んだという。

## 略歴
- 1975年、上智大学外国語学部卒業後、同年4月、日商岩井株式会社（現・双日株式会社）入社
- 2002年、同社鉄鉱石部長
- 2003年、同社石炭部長
- 2006年、同社執行役員エネルギー・金属資源部門長補佐兼金属資源事業本部長
- 2008年、同社常務執行役員エネルギー・金属資源部門長補佐兼鉄鋼事業本部長
- 2009年、同社常務執行役員経営企画部、IR部担当
- 2011年、同社常務執行役員米州総支配人兼双日米国会社社長兼双日カナダ会社社長
- 2012年、同社常務執行役員エネルギー・金属部門長
- 2014年、同社常務執行役員海外業務、コントローラー室担当
- 2015年、同社常務執行役員海外業務担当
- 2016年、株式会社JALUX代表取締役社長